# William Bernbach
William (Bill) Bernbach (13 août 1911 à New York, 2 octobre 1982 à New York) est un publicitaire américain. Il fut l’un des trois fondateurs en 1949 de l’agence internationale de publicité Doyle Dane Bernbach (DDB). Il a dirigé de nombreuses campagnes publicitaires révolutionnaires de l’entreprise et a eu un impact durable sur les structures d’équipes créatives, désormais couramment utilisées par les agences de publicité. 

## Biographie
Né le 13 août 1911 à New York, il fut une figure importante de l'histoire publicitaire américaine. Il fut ainsi un des fondateurs de la Doyle Dane Bernbach (DDB Worldwide) et il dirigea par exemple la campagne publicitaire de la Volkswagen Coccinelle dont le slogan Think Small est au top du classement des publicités du XXe siècle paru dans le magazine publicitaire américain Advertising Age. 
Bernbach fut remarqué pour sa créativité et ses idées excentriques. Il est ainsi reconnu comme étant un des publicitaires ayant participé à la révolution de créativité des décennies 1960 et 1970. 
Les autres campagnes connues du publicitaire se sont affichées avec les slogans We Try Harder pour la société de location de véhicules (Avis Car Rental), avec le slogan Mikey de la marque de céréales (Life Cereal), avec You Don't Have to be Jewish to Love Levy's (pain de marque Levy's) et It's so simple (Polaroid).
Il décède le 2 octobre 1982 à New York.

## Citations
- « Laissez nous prouver au monde que le bon goût, le bon art, et la bonne écriture peuvent être vendeurs. »[2]
- « Tous ceux d'entre nous qui ont utilisé les médias sont des façonneurs de la société. Nous pouvons vulgariser cette société. Nous pouvons la brutaliser. Et nous pouvons l'amener à un meilleur niveau. » [3]
- « Personne ne compte le nombre de pubs que vous faites; On ne se souvient que de l'empreinte que vous laissez. »
- « Les règles sont brisées par les artistes; L'inoubliable ne naît jamais d'une formule toute faite. »
- « La persuasion n'est pas une science, mais un art. »
- « Gardez-les simples et stupides et ils deviendront de bons consommateurs. »

## Divers